# Chimarra ariadne
Chimarra ariadne är en nattsländeart som beskrevs av Malicky 1997. Chimarra ariadne ingår i släktet Chimarra och familjen stengömmenattsländor. Inga underarter finns listade i Catalogue of Life.